# Kesawen
Kesawen is een bestuurslaag in het regentschap Purworejo van de provincie Midden-Java, Indonesië. Kesawen telt 755 inwoners (volkstelling 2010).